# Вулиця Тимофія Бордуляка (Тернопіль)
Вулиця Тимофія Бордуляка — вулиця в мікрорайоні «Старий парк» міста Тернополя. Названа на честь українського письменника Тимотея Бордуляка.

## Відомості
Розпочинається від вулиці Веселої, пролягає на схід та закінчується неподалік АТП 16127. На вулиці розташовані приватні будинки.